# NGC 4995
NGC 4995是星座室女座中最大和最亮的星系。它是NGC 4995星系群的成員，而這個星系群又是從室女座超星系團的南緣分离出的一系列星系和星系團，该星系群是室女座II星系群的成員。
超新星 SN 2023gfo是2023年4月20日于该星系中發現的一顆II型超新星，視星等为16.2。

## 圖集

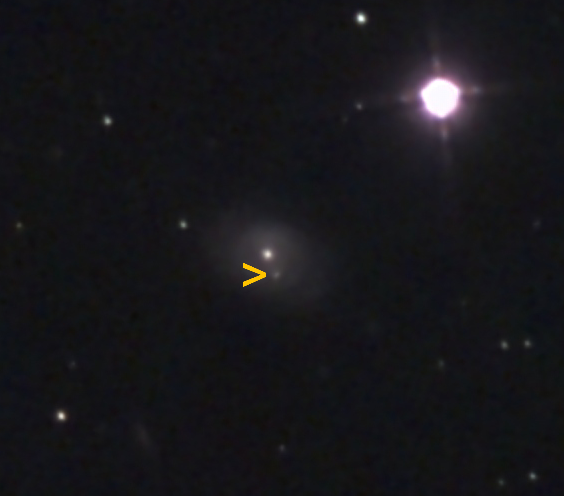
NGC 4995中的超新星2023gfo。該超新星見於2023年4月21日10:17 UT。
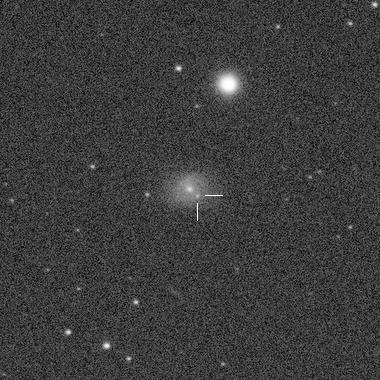
NGC 4995中的超新星2023gfo。影像拍攝於UTC 2023-04-24T03:06。